# Quốc lập Vườn quốc gia Suigō-Tsukuba
Quốc lập Vườn quốc gia Suigō-Tsukuba (水郷筑波国定公園 Suigō-Tsukuba Kokutei Koen) là một khu bảo tồn được coi như là vườn quốc gia nằm ở vùng Kanto thuộc đảo Honshū, Nhật Bản. Nó được đánh giá là một khu vực bảo vệ cảnh quan (loại V) theo IUCN.
Nó bao gồm một khu vực ở phía đông nam tỉnh Ibaraki và đông bắc Chiba. Được thành lập ngày 3 tháng 3 năm 1953, Suigō-Tsukuba bảo vệ các khu vực tự nhiên và di sản văn hóa của Hồ Kasumigaura tại Ibaraki ở phía bắc, các lưu vực sông Tone trên khu vực ranh giới Ibaraki và Chiba, và các khu vực xung quanh Mũi Inubō, Byōbugaura và Gyōbumi ở phía nam tỉnh Chiba. Năm 1969, khu vực xung quanh hai ngọn núi Tsukuba và Kaba tại Ibaraki tuy không liền kề với các khu vực khác nhưng cũng đã được thêm vào Suigō-Tsukuba.